# سفارت سوئد در لندن
سفارت سوئد در لندن (به انگلیسی: Embassy of Sweden) یک سفارت در بریتانیا است که در شهر وست‌مینستر واقع شده‌است.